# Cantone di Calais-Est
Il Cantone di Calais-Est era una divisione amministrativa dell'arrondissement di Calais.
È stato soppresso a seguito della riforma complessiva dei cantoni del 2014, che è entrata in vigore con le elezioni dipartimentali del 2015.
Comprendeva parte della città di Calais e il comune di Marck.